# トミー・ライリー
トミー・ライリー（Tommy Reilly, 1919年8月21日 - 2000年9月25日）は、イギリスで活躍したカナダのハーモニカ奏者。本名はトーマス・ランドル・ライリー(Thomas Rundle Reilly)。
ゲルフのミュージシャンの家に生まれる。８歳からヴァイオリンを始めるが、11歳の時にハーモニカも学び、父のバンドで演奏するようになった。1935年に一家でロンドンへ移住し、その地でもハーモニカ奏者として成功した。1937年にはヨーロッパに行き、ヴァイオリンを学ぶためにライプツィヒ音楽院に入学したが、1939年にゲシュタポに捕えられて強制収容所送りとなった。この収容所生活の中でヤッシャ・ハイフェッツの演奏スタイルをモデルにハーモニカの技巧を磨いた。1945年にイギリスに戻り、BBCのラジオやテレビへの出演をこなした。1951年にマイケル・スピヴァコフスキーにハーモニカ協奏曲を委嘱したのをきっかけに、ロバート・ファーノン、ヴィレム・タウスキー、ジェームズ・ムーディー、ジョージ・マーティンといった作曲家たちにハーモニカのための音楽を委嘱し、またバッハやモーツァルト等の音楽を編曲してハーモニカ音楽のレパートリーの拡張に努めた。1967年から楽器製造会社のホーナーと協力してハーモニカの改良にも尽力した。
1992年にMBEを受勲。
サリー州フレンシャムにて没。